# Philipp Zwerger
Philipp Zwerger († 1702) war ein Maurermeister in München.

## Leben
Der Sohn des Maurermeisters Georg Zwerger († 1675) war von 1670 bis 1673 Maurerlehrling bei Enrico Zuccalli. Nach seiner Lehre führte er Arbeiten für Zuccalli aus. 1677 wurde er Maurerpalier beim kurfürstlichen Hof zu München. 1685 wurde sein Sohn Philipp Jakob Zwerger geboren. 1692 reiste er im Gefolge des bay. Kurfürsten  Max Emanuel (Statthalter der Spanischen Niederlande) nach Brüssel.
1699 war Zwerger Trauzeuge von Johann Georg Ettenhofer. Eine seiner Töchter heiratete 1699 den Hofmaurerpalier Balthasar Paur, eine zweite 1704 den Hofmaurerpalier Philipp Köglsperger.
In seinem Unternehmen in München beschäftigte Zwerger bis zu 14 Gesellen (1691), was 1700 eine Beschwerde des Münchner Maurer- und Zimmerhandwerks gegen ihn wegen seines Großbetriebes nach sich zog. 1702 wurde er „Verordneter“ (Abgeordneter) des Münchner Maurerhandwerks.

## Bauwerke
- 1686–1688: Schloss Schleißheim Südl. Pavillon; Zuccalli und Philipp Zwerger
- 1693/1694: Fassade des ehemaligen Palais (Fugger-)Portia: reich gegliederte und stuckierte Barockfassade, von Philipp Zwerger nach Entwurf von Enrico Zuccalli, umgestaltet von François de Cuvilliés der Ältere[3]
- 1691–1697: Karmelitinnenkloster Weinstraße nach Plänen von Enrico Zuccalli[4]
- 1701: Beginn der Bauarbeiten am Neuen Schloss Schleißheim.[5]